# Étang de Larnoum
L'étang de Larnoum est un lac de montagne des Pyrénées dans le département français de l'Ariège, à 1 789 mètres d’altitude. Il se situe dans la vallée d'Aston, dans le vallon du ruisseau Sirbal, à l'est du pic de Baljésou (2 288 mètres) et au sud du Cap de la Serre des Afumats (2 090 mètres).

## Géographie

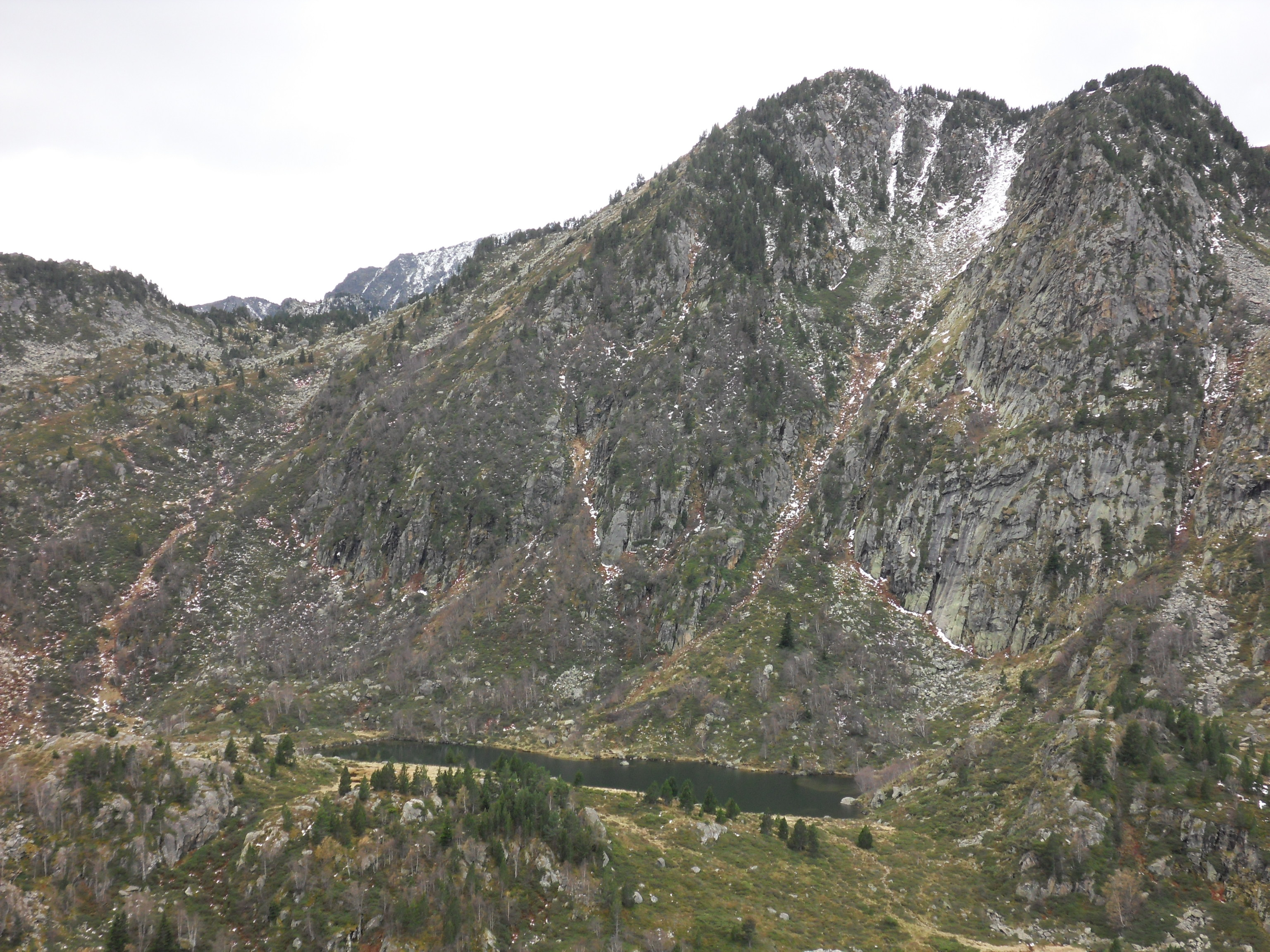
Vue de l’étang de larnoum (1789 m)

Situé sur le territoire de la commune d'Aston en contrebas du pic de Béze (2 380 m), au-delà du GR 10 et de forme relativement rectangulaire, l’étang de Larnoum envoie ses eaux dans le ruisseau de Larnoum, affluent du ruisseau Sirbal et de l'Aston.

## Faune
D’une superficie d’environ 2,16 hectare, on y observe des truites fario, saumons des fontaine et cristivomers.

## Voie d’accès et randonnées
Une petite cabane aménagée et avec cheminée existe à 5 min de l'étang pour accueillir deux personnes.